# Time Does Not Heal
Time Does Not Heal è il quarto album in studio del gruppo musicale statunitense thrash metal Dark Angel, pubblicato nel 1991 dalla Combat Records.

## Tracce
1. Time Does Not Heal – 6:40 (testo: Gene Hoglan, Brett Eriksen, Ron Rinehart)
2. Pain's Invention Madness – 7:44 (testo: Gene Hoglan, Brett Eriksen)
3. Act of Contrition – 6:10 (testo: Gene Hoglan, Brett Eriksen)
4. The New Priesthood – 7:15 (testo: Gene Hoglan, Brett Eriksen)
5. Psychosexuality – 8:56 (testo: Gene Hoglan, Brett Eriksen)
6. An Ancient Inherited Shame – 9:16 (testo: Gene Hoglan, Ron Rinehart)
7. Trauma and Catharsis – 8:22 (testo: Gene Hoglan, Ron Rinehart)
8. Sensory Deprivation – 7:36 (testo: Gene Hoglan, Brett Eriksen)
9. A Subtle Induction – 5:06 (testo: Gene Hoglan, Brett Eriksen, Ron Rinehart)

## Formazione
- Ron Rinehart – voce
- Eric Meyer – chitarra
- Brett Eriksen – chitarra
- Mike Gonzalez – basso
- Gene Hoglan – batteria